# Савченко, Михаил Фёдорович
Михаил Фёдорович Савченко (1912, Фастов — 1976, Фастов) — участник Великой Отечественной войны, снайпер, полный кавалер ордена Славы.

## Биография
Родился 10 мая 1912 года в г. Фастов, Российская империя в семье рабочего. Украинец.
Образование начальное. Работал кузнецом. В Красной Армии — с мая 1941 года.
На фронте в Великую Отечественную войну с июня 1941 года. Снайпер стрелковой роты 194-го стрелкового полка (162-я стрелковая дивизия, 65-я армия, 1-й Белорусский фронт) рядовой Савченко 25.10-10.11.1944 года в наступательных боях около населенного пункта Дембе (20 км северо-западнее г. Радзымин, Польша) уничтожил 14 гитлеровцев, в том числе 2 снайперов. 25.11.1944 года награждён орденом Славы 3 степени.
За время наступательных боёв 17-25.01.1945 года в районе 30 км восточнее г. Быдгощ (Польша) ефрейтор 194-го стрелкового полка той же дивизия и армии (2-й Белорусский фронт) Савченко М. Ф. истребил 38 гитлеровцев, в том числе 6 офицеров, подавил 6 пулемётных точек противника.
27.01.1945 года, оказавшись в окружении и отбивая яростные атаки гитлеровцев около железнодорожной станции Клархай (Польша), уничтожил 31 фашиста. 28.02.1945 года награждён орденом Славы 2 степени.
17.03.1945 года Савченко М. Ф., уничтожая вражеских пулеметчиков и снайперов, способствовал продвижению батальона в районе высоты 175,2 (юго-западнее г. Гдыня, Польша). В бою за населённый пункт Гросс-Катц (юго-западнее г. Гдыня) 19.3.1945 года вывел из строя несколько офицеров, одним из первых ворвался в населённый пункт и взял в плен 4 гитлеровцев. Был ранен, но поля боя не покинул до выполнения поставленной задачи. 29.06.1945 года награждён орденом Славы 1 степени.
В 1945 году старшина Савченко демобилизован. Жил в г. Фастов. Работал кузнецом на заводе. Награждён медалями.

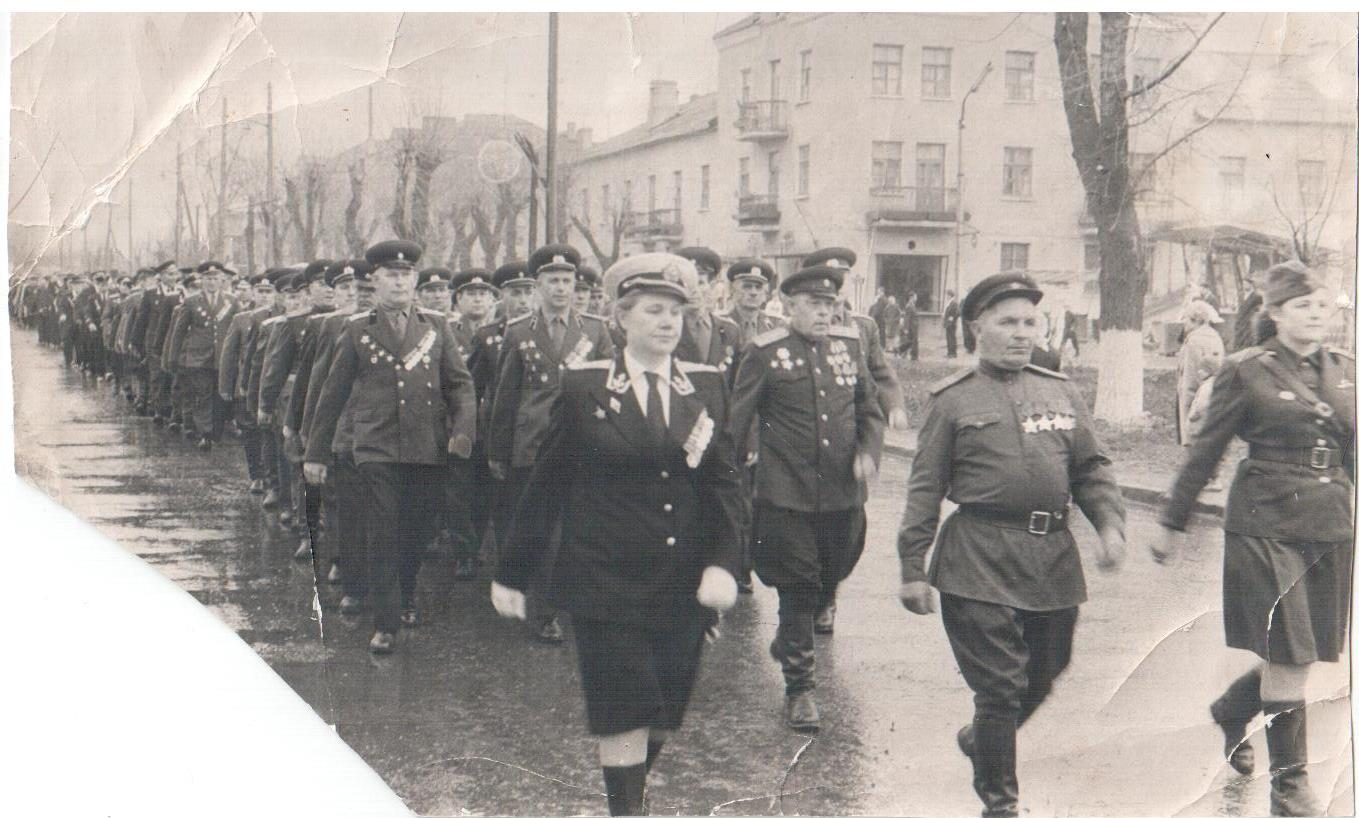
Савченко Михаил Фёдорович ведет парад в городе Фастов

Умер 7 сентября 1976 года, похоронен в г. Фастов, район Журавлёвки.